# Jira
Jira（ジラ）はアトラシアンが開発した企業向けプロプライエタリソフトウェアであり、主にバグトラッキングや課題管理、プロジェクト管理に用いられる。Jiraはパブリックオープンソースプロジェクトで広く使用されており、また122カ国25,000以上の顧客により使用されている。

## 歴史
Jiraは2004年にアトラシアンにより最初に開発され、広く多様な組織にて採用されている。

## 名称
公式名称であるJiraは、日本語のゴジラに由来する。元々は社内で使われていた Bugzilla がゴジラと呼ばれていたが、新たに自社開発したバグトラッカーにその名前は引き継がれた。後に「ゴ」が落ちてジラとなった。
しばしば「JIRA」と頭字語のようにすべて大文字でつづられることがあるが、2017年頃に正式な名前はJiraとなった。

## 説明
アトラシアンによると、Jiraは世界190ヶ国の180,000人を超える顧客によってバグの追跡やプロジェクト管理に使用されている。
過去にバグ追跡とプロジェクト管理のためにJiraを使用していた企業には、Fedora Commons (en:)、Hibernate、 Apache Software Foundation（JiraとBugzillaの両方を使用）などがある。Jiraには競合するBugzillaからの移行を可能にするツールが含まれている。
Jiraには次の製品がある。

### Jira Align
- 戦略的なプロダクトマネジメントを目的としている。

### Jira Product Discovery[BETA]
- チームが製品ディスカバリーの拠点となることを目的としている。

### Jira Service Management
- IT 運用またはビジネス サービス デスクによる使用を目的としている。

### Jira Software
- アジャイルプロジェクト管理機能を含む基本ソフトウェアを提供する (以前の製品名は「Jira Agile」)。

### Jira Work Management
- ビジネスチームを対象として、コラボレーション、連携、作業などのワークマネジメント[11][12]を目的としている。
- 2021年4月、年次イベント「Team 21」[13]にて「Announced at Atlassian Team’21[14]」、「Introducing Jira Work Management[15]」を発表。

## ライセンス
アトラシアンはオープンソースプロジェクトや非営利組織、非政府組織、非学術組織、非商業組織、非政治組織、教区司祭に対してJiraを無償提供している。また、ユーザーが10人以下の団体に対しても無償提供している。
商用顧客は、すべてのソースコードを開発者ソースライセンスのもとに使用することができる。Jiraバージョン3.13から、非商用目的であればフリーパーソナルライセンスも使用できるようになった。サーバー版ライセンスについては販売を終了しており、2024年までにサポートも完全に終了となる。

## アーキテクチャ
JiraはJavaで作成されており、Pico IoC、OFBizのエンジン全体やwebwork 1のテクノロジースタックにも利用されている。遠隔手続き呼出し（RPC) については、JiraはSOAP、XML RPC、JAVA-APIをサポートしている。

## SCMの統合
Jiraは、Subversion、CVS、Clearcase、Visual SourceSafe、Mercurial、Perforceなどのソースコントロールプログラム（またはソフトウェア構成管理 (SCM)）を統合することができる。

## 多言語対応
Jiraは英語、日本語、ドイツ語、フランス語、スペイン語をサポートしている。

## プラグインインフラストラクチャ
Jiraは、プラグインアーキテクチャや、Jira開発コミュニティやサードパーティにより開発された非常に多くのインテグレーションを持っている。開発者がアプリケーションをJiraにプラグインできるように、JiraのAPIは拡張性のある設計がされている。

## IDEの統合
Jiraは、アトラシアンIDEコネクタを用いて、EclipseやIntelliJ IDEAのような統合開発環境 (IDE) を統合することができる。

## オープンソースプロジェクトにおける採用
JBoss、Spring Framework、OpenSymphony、Fedora Commons、Codehaus XFireなど多くの開発者グループがプロジェクトにJiraを採用している。

## 採用に際しての考慮
Apache Software FoundationはJiraとBugzillaを使用している。Bugzillaを使用しているプロジェクトはいつでもJiraへ移行できるようになっており、その判断は各プロジェクトに委ねられている。
2006年10月の評価において、Pythonプログラミング言語の公式ウェブサイトであるPython.orgは、SourceForgeから、代替システムとして提案されたLaunchpad、Jira、Roundup、Tracなど別の課題管理システムへの移行を検討した。検討の結果、Roundupを採用するという結果になった。
2007年に、EclipseコミュニティはBugzillaの代わりにJiraを使用することを検討したが、移行はコストが発生する上、利点が見つからず、またJiraはオープンソースソフトウェアではないので、交換は実施しなかった。